# Majordom (średniowiecze)
Majordom (łac. maiordomus, staropol. domarad, czyli starszy domu) – w średniowiecznej Europie urzędnik zarządzający dworem możnowładcy, marszałek dworu. Do jego obowiązków należało ściąganie podatków, dowodzenie wojskiem królewskim i przewodnictwo sądowi pałacowemu.
W państwie Franków za czasów dynastii Merowingów patrymonialne pojmowanie władzy przez władców państwa Franków spowodowało umocnienie się pozycji majordomów, a w końcu przejęcie przez Pepina Krótkiego władzy – od jego koronacji w 751 roku urząd ten przestał istnieć.

## MajordomowieAustrazji
- Parthemius (do 548)
- Gogo (ok.567–581), podczas małoletniości Childeberta II
- Wandalenus (od 581), podczas małoletniości Childeberta II
- Gundolf (od 600), za Teudeberta II
- Landric (do 612), prawdopodobnie także w Neustrii
- Warnachar (612–613), także w Burgundii
- Rado (613 lub 614–616 lub 617)
- Hugo (lub Chucus) (617–623)
- Pepin z Landen (623–629), za Dagoberta I
- Ansegisel (629–639)
- Pepin z Landen (639–640), ponownie
- Otto (640–642 lub 643)
- Grimoald I (642 lub 643–656), zmarł 662
- Wulfoald (656–680), także w Neustrii (673–675)
- Pepin z Heristalu (680–714), po Bitwie pod Tertry w 687 także w Neustrii
- Teudoald (714–715), także w Neustrii.
- Karol Młot (715–741), także w Neustrii (718–741)
- Karloman (741–747), zmarł 754 lub 755
- Pepin Krótki (747–751), także w Neustrii (741–751), król Franków od 751 (zmarł 768)

## Majordomowie Neustrii
- Landric, za Chlotara II, prawdopodobnie także w Austrazji
- Gundoland (613 lub 616–639)
- Aega (639–641), także w Burgundii
- Erchinoald (641–658)
- Ebroin (658–673)
- Wulfoald (673–675), także w Austrazji (662–680)
- Leudesius (675)
- Ebroin (675–680), ponownie
- Waratton (680 lub 681–682)
- Gislemar (682), zmarł 683 lub 684
- Waratton (680 lub 682–684 lub 686), ponownie
- Berchar (686–688 lub 689), pokonany w bitwie pod Tertry przez Pepina z Herstalu w 687, zamordowany w 688 lub 689
- Pepin z Heristalu (688–695), reprezentowany przez swojego stronnika Nordeberta
- Grimoald II (695–714)
- Teudoald (714–715), także w Austrazji
- Ragenfrid (715–718), objął władzę w Neustrii w 714 lub 715, lecz został pokonany przez Karola Młota w 717 i ostatecznie uciekł z kraju w 718, zmarł 731
- Karol Młot (718–741), także w Austrazji (715–741)
- Pepin Krótki (741 lub 742–751), także w Austrazji (747–751), król Franków od 751 (zmarł 768)

## Majordomowie Burgundii
- Warnachar I (596–599)
- Berthoald
- Protadius
- Klaudiusz
- Warnachar II (613–626), także w Austrazji
- Godinus (626–627)
- Brodulf (627–628)
- Aega (639–641), także w Neustrii
- Flaochad (642)
- Radobertus (642–662)